# Колашин
Колашин (черног. Колашин) — город в Черногории на севере страны, административный центр муниципалитета. Население — 2989 жителей (2003).

## Население
Колашин — центр одноимённого муниципалитета, который в 2003 году насчитывал 9949 жителей. В самом городе проживало 2989 человек.
Население Колашина:
- 3 марта 1981 — 2 439
- 3 марта 1991 — 2 807
- 1 ноября 2003 — 2 989

Национальный состав:
- 3 марта 1991 — черногорцы (93,16 %), сербы (4,34 %)
- 1 ноября 2003 — черногорцы (50,65 %), сербы (44,77 %)

## История
Основан турками как станция караванного пути из Стамбула к побережью Адриатики в 1651 г. Крепость (частично сохранившаяся до наших дней) предназначалась для защиты от ускоков из Черногории и Герцеговины. Во время Черногорско-турецкой войны (1858—1859) 28 июля 1858 г. около Колашина произошло сражение между войсками Княжества Черногория и Османской империи. Берлинский конгресс 1878 года закрепил Колашин за Черногорией. 
В период Второй мировой войны Колашин переходил из рук в руки 24 раза.

## Известные уроженцы, жители
В 1884 г. в Колашине родился борец за независимую Черногорию Секула Дрлевич.

## Инфраструктура
В 9 км от города находится горнолыжный курорт «Колашинские долины».